# Утриско Мирон Олександрович
Мирон-Тадей Олександрович Утриско (30 серпня 1908 — 1988) — український громадсько-політичний діяч, організатор ОУН на Турківщині, дослідник Бойківщини

## Життєпис
Народився 30 серпня 1908 року в місті Львові. З 1911 по 1944 рік проживав у Турці. Після зкінчення навчання в міській гімназії продовжує навчання на Вищих студіях права та в Торговельній академії. З 1934 року працює в адвокатській конторі. За його ініціативою ще в 1932 році організовано міський осередок ОУН, який невдовзі перетворюється на повітовий провід. Як юрист, бере активну участь в організації українських кооперативів, спортивного товариства «Бескид», Карпатського лещатарського клубу, відділу молоді при
«Просвіті», організації її окремих читалень, а також Турківської повітової студентської секції «Сокола», дитячо-молодіжної організації «Пласт». В 1932 році його обирають головою Товариства «Відродження».
За політичну діяльність двічі відбував ув'язнення, зокрема у в'язниці Бригідки і концтаборі Береза-Картузька. Під час Другої світової війни переховується від радянських і німецьких властей, веде адвокатську канцелярію у Львові. В 1944 році виїжджає до Австрії, згодом — до Німеччини, а звідти — до США в місто Філадельфія.
В 1967 в США стає співзасновником Товариства «Бойківщина», а потім і його головним редактором. Разом зі своїми побратимами ініціює відновлення видання за кордоном «Літопису Бойківщини». Спільно з Олександром Татомиром видає працю про гетьмана Петра Сагайдачного та героя Віденської перемоги над турками Юрія Кульчицького. За його редакцією у 1980 році виходить монографія «Бойківщина. Середня частина Українських Карпат». Окрім цього Утриско написав кілька статей з історії Турківщини, заснував радіопрограму для українців Філадельфії.
У дні проведення других Всесвітніх Бойківських Фестин на будинку Ратуші в Турці Утрискові було встановлено меморіальну дошку. Його іменем названо бойківський літературно-краєзнавчий конкурс.

## Вибрані твори
- «Бойківщина: Монографічний збірник матеріалів про Бойківщину з географії, історії, етнографії і побуту / Ред. і голова ред. колегії Мирон Утриско. — Філадельфія; Нью-Йорк, 1980. — 521 с. — (Укр. архів; Т. 34)»
- Визначні постаті Бойківщини // Бойківщина. Монографічний Збірник Матеріялів про Бойківщину з Географії, Історії, Етнографії і Побуту. Філядельфія — Нью-Йорк : Видавець Головна Управа т-ва «Бойківщина» Філядельфія ЗСА. — 1980. — С. 81—118.
- Здоровега Н. І., Утриско М. Народні звичаї та обряди на Бойківщині // Літопис Бойківщини. — 1988. — Ч. 2/48 (59). — С. 43.
- «Українець Юрій Кульчицький і козаки», 1983